# CS Concordia Chiajna
Clubul Sportiv Concordia Chiajna, cunoscut sub numele de Concordia Chiajna, sau pe scurt Chiajna, este un club de fotbal din comuna Chiajna, județul Ilfov, care evoluează în prezent în Liga a II-a.
Echipa a promovat din Liga a IV-a în Liga a III-a și apoi din Liga a III-a în Liga a II-a în anul 2007. Echipa a fost foarte aproape de a promova în Liga I în anul 2008, însă nu a reușit acest lucru decât în sezonul 2010-2011 când a terminat pe locul 2, la 6 puncte de lider.
În ediția 2015-2016 a Cupei Ligii, CS Concordia Chiajna a ajuns în finala competiției, pierzând cu 2-1 (după prelungiri) contra echipei FC Steaua București. Aceasta este până în prezent cea mai mare performanță a echipei ilfovene.

## Istoric
Clubul Sportiv Concordia Chiajna a fost înființat în anul 1957, având la vremea respectivă o singură secție sportivă, fotbal. Denumirile purtate de-a lungul timpului au fost GAC Chiajna, AS Chiajna și ILF Militari, în momentul în care echipa de fotbal a fost sponsorizată de Întreprinderea de Legume-Fructe Militari. S-a jucat fotbal sub nivelul primelor trei divizii, la nivel de amatori. În anul 1988 s-a încercat promovarea în Divizia C de atunci, dar echipa n-a trecut de barajul de promovare. S-a realizat acest lucru în 1992, însă abia când Divizia A s-a numit o scurtă perioadă Divizia Națională.

### Perioada Liță Dumitru
De numele fostului mare fotbalist născut la Chiajna, se leagă și parcursul actual al Concordiei. Echipa provenită din defuncta Argeșul Mihăilești care i-a cedat locul în liga a treia valorică, a cunoscut o perioadă de înflorire odată cu promovarea în Liga II, în dauna echipei bucureștene Juventus, la numai un sezon petrecut în Liga a III-a. În primul sezon, anul 2007/2008, Concordia ratează la mustață promovarea în prima ligă de fotbal, la bătaie cu CS Otopeni. În echipa de atunci au evoluat nume importante ale fotbalului din România: Bogdan Vintilă, Marius Pena, Cristian Bălașă, Florentin Dumitru, Iulian Miu sau Liviu Antal. A fost un sezon competițional bun, echipa clasându-se pe un onorant loc 5.
Sezonul 2008/2009 a început cât se poate de slab pentru Concordia Chiajna. Primele 7 etape n-au adus puncte pentru echipa lui Liță Dumitru, conducerea tehnică luând decizia de schimbare a acestuia cu Dumitru Bolborea. Sub mandatul fostului jucător al Progresului București, echipa și-a revenit, a părăsit zona "minată" a clasamentului și s-a clasat la sfârșitul sezonului competițional pe locul 7.
Sezonul 2009/2010, început sub bagheta altui mare fotbalist, Adrian Bumbescu, a însemnat începutul unei noi provocări: accederea în prima ligă fotbalistică. Ajutat de Bogdan Argeș Vintilă și Cristian Bălașa, Bumbescu a ținut Concordia pe podium vreme de 5 etape, dar în momentul în care echipa n-a reușit să treacă de fatidicul număr 13 din dreptul punctelor din clasament, președintele Mircea Minea a mizat, pentru a doua oară pe Liță Dumitru. După a treia etapă din returul 2009/2010, din cauza compromiterii șanselor de promovare, Liță Dumitru este înlocuit pe banca tehnică de secundul său, Adrian Bumbescu, care redevine, pentru a doua oară într-un sezon, principal al Concordiei Chiajna. Este ajutat în pregătirea echipei de fostul portar al Progresului București, Ionel Adam. În ultimele etape ale sezonului 2009/2010, echipa este condusă, după îndepărtarea de pe banca tehnică a lui Adrian Bumbescu, de "căpitanul din teren" Laurențiu Diniță. Concordia termină sezonul pe locul 7, cu următoarea linie de clasament: 16 victorii, 6 egaluri și 12 înfrângeri.
Sezonul 2010/2011 înseamnă și realizarea unui vis al locuitorilor din micuța localitate de lângă București: promovarea pe prima scenă fotbalistică a țării. Început în forță, 21 de puncte în 10 etape, sezonul pare compromis după ce, în pauza dintre tur și retur oficialii Concordiei Chiajna iau decizia de fuziune cu fosta campioană națională, Unirea Urziceni. Interzisă de FRF, fuziunea dintre cele două echipe nu se mai realizează, iar munca depusă de Laurențiu Diniță continuă, însă cu o schimbare majoră la nivelul băncii tehnice. Astfel, Diniță este înlocuit de Costel Orac, director tehnic al formației în turul sezonului. Fostul vârf dinamovist este demis după o serie incredibilă de rezultate slabe ale echipei, "principal" fiind numit iar Diniță, cel cu care s-a pornit inițial la acest drum. În al doilea mandat al lui Diniță la Concordia, echipa câștigă patru meciuri consecutive, pe teren propriu cu Viitorul Constanța și Ceahlăul Piatra Neamț și în deplasare cu FC Botoșani și Farul. Astfel, echipa ia fața Săgeții Năvodari, principala contracandidată la locul secund din prima serie. În ultima etapă, Concordia a remizat, scor 1-1 pe terenul celor de la CS Otopeni. Sezonul 2010/2011 ne găsește pe locul 2, cu 61 de puncte, 6 mai puțin decât prima clasată, Ceahlăul Piatra Neamț și cu 3 peste Săgeata Năvodari. Linia de clasament a formației noastre este următoarea: 61 de puncte, 17 victorii, 10 egaluri și 3 înfrângeri.

### Liga I
Sezonul 2011-2012 este un început în forță al echipei din Chiajna în primul eșalon fotbalistic. Cu Laurențiu Reghecampf pe banca tehnică, după o înfrângere de 0-1 cu Astra, ilfovenii reușesc să asigure o surpriză, câștigând partidele disputate cu FC Brașov, Ceahlăul și Pandurii. Concordia reușește să evite retrogradarea și obține anumite performanțe ce o clasează pe locul 9 în clasamentul final al sezonului.
Sezonul 2012-2013, cea mai rușinoasă ediție a Concordiei Chiajna în Liga I. Ajuns pe banca tehnică a Stelei, Reghecampf este înlocuit de Ilie Stan ca antrenor al Concordiei. Totodată, clubul ilfovean este învins cu 6-0 de către Steaua, ajunsă campioana României la finalul sezonului. După performanțe slabe, ilfovenii s-au plasat pe locul 15, prima poziție retrogradabilă. Norocul a fost însă, de partea Chiajnei. După o prestație rușinoasă ca antrenor, Stan pleacă, iar pe banca tehnică a ilfovenilor este instalat Ionuț Chirilă.
Sezonul 2013-2014. La 6 iulie 2013, Comitetul Executiv al FRF a hotărât organizarea unui baraj de menținere în Liga I între Concordia Chiajna, echipă fără criteriu sportiv, și Rapid, echipă fără criteriu de licențiere. Acest baraj a avut loc pe 13 iulie, pe Stadionul Dinamo la ora 21.00. Pentru Concordia a marcat în minutul 32, Daniel Florea, care după ce a trecut de Voicu și Abrudan a marcat printr-un șut de la opt metri la colțul scurt sub transversală. Rapid a egalat prin Coman, care a marcat cu un șut din lateral dreapta de la 11 metri. Golul victoriei a fost marcat de Alexandru Ioniță printr-un șut de la 16 metri dintr-o pasă de la Emil Dică, iar barajul Rapid-Concordia Chiajna s-a terminat 2-1. Concordia nu s-a resemnat. Clubul ilfovean a depus plângere la Tribunalul de Arbitraj Sportiv de la Laussane (TAS). La 2 august, TAS a hotărât ca Rapidul să fie exclus din Liga I, iar locul să-i fie luat de Concordia Chiajna. Chiar dacă Rapid a jucat primele două etape în primul eșalon, formația giuleșteană a retrogradat, iar locul i-a fost luat de Concordia Chiajna, care urmează să rejoace partidele disputate de Rapid cu FC Vaslui și Viitorul.
Sezonul 2018-2019
După un parcurs dezastruos în Liga I, echipa a retrogradat în Liga a II-a.

### Liga a II-a
Sezonul 2019-2020 a fost întrerupt din cauza pandemiei de covid-19 la jumătatea sezonului. Concordia era pe locul 16, dar nu s-a retrogradat și nu s-a mai jucat play-out. În sezonul 2020-2021, Concordia a terminat pe locul 13 sezonul regulat, iar în grupa de play-out a terminat pe 4, ultimul loc care o scutea de retrogradare.
Sezonul 2021-2022 a început sub comanda lui Claudiu Niculescu, care avea ca obiectiv promovarea. Înfrângerea la începutul sezonului de vară cu 4–0 contra Universității Cluj a adus înlocuirea acestuiacu Ianis Zicu, plecat de la fosta FC Farul Constanța, echipă privată de brand și finanțare. Zicu a reușit cu Concordia calificarea în play-off și locul 5. Deși doar locurile 3 și 4 puteau juca baraj pentru promovare, Concordia a beneficiat de faptul că echipa CSA Steaua nu avea licență de club profesionist, și a jucat barajul cu FC Chindia Târgoviște. Deși a câștigat în tur cu 2–1, a pierdut returul cu 1–0, iar la loviturile de departajare Chindia a reușit, cu 4–1, menținerea în primul eșalon.

## Palmares

### Ligi
- Liga a II-a
  - Locul 2: 2010–11
- Liga a III-a
  - Câștigătoare: 2006–07

### Cupe
- Cupa Ligii
  - Locul 2: 2015–16

## Parcursul competițional
| Sezon   | Nivel | Divizie     | Loc    | Cupa României |
| ------- | ----- | ----------- | ------ | ------------- |
| 2025-26 | 2     | Liga a II-a | TBD    | TBD           |
| 2024–25 | 2     | Liga a II-a | 17     | Play-off      |
| 2023–24 | 2     | Liga a II-a | 12     | Play-off      |
| 2022–23 | 2     | Liga a II-a | 8      | Play-off      |
| 2021–22 | 2     | Liga a II-a | 5      | Șaisprezecimi |
| 2020–21 | 2     | Liga a II-a | 13     | Șaisprezecimi |
| 2019–20 | 2     | Liga a II-a | 16     | Șaisprezecimi |
| 2018–19 | 1     | Liga I      | 14 (R) | Șaisprezecimi |
| 2017–18 | 1     | Liga I      | 16     | Șaisprezecimi |
| 2016–17 | 1     | Liga I      | 11     | Șaisprezecimi |

| Sezon   | Nivel | Divizie                      | Loc      | Cupa României |
| ------- | ----- | ---------------------------- | -------- | ------------- |
| 2015–16 | 1     | Liga I                       | 11       | Optimi        |
| 2014–15 | 1     | Liga I                       | 12       | Șaisprezecimi |
| 2013–14 | 1     | Liga I                       | 14       | Șaisprezecimi |
| 2012–13 | 1     | Liga I                       | 15       | Sferturi      |
| 2011–12 | 1     | Liga I                       | 9        | Șaisprezecimi |
| 2010–11 | 2     | Liga a II-a (Seria I)        | 2 (P)    | Șaisprezecimi |
| 2009–10 | 2     | Liga a II-a (Seria I)        | 7        | Turul partu   |
| 2008–09 | 2     | Liga a II-a (Seria I)        | 8        | Turul doi     |
| 2007–08 | 2     | Liga a II-a (Seria I)        | 5        | Șaisprezecimi |
| 2006–07 | 3     | Liga a III-a (Seria a III-a) | 1 (C, P) |               |

## Jucători
La 2 iulie 2025.
| Nr. |         | Poziție | Jucător            |
| --- | ------- | ------- | ------------------ |
|     | România | M       | Alexandru Burcea   |
|     | România | A       | Adrian Bălan       |
|     | România | A       | Adrian Petre       |
|     | România | F       | Florin Dumbravă⁠(d) |
|     | România | F       | Constantin Dima⁠(d) |
|     | România | A       | Andrei Marc        |

| Nr. |         | Poziție | Jucător              |
| --- | ------- | ------- | -------------------- |
|     | România | M       | Rareș Lazăr⁠(d)       |
|     | România | A       | Mihai Neicuțescu     |
|     | România | P       | Octavian Vâlceanu⁠(d) |
|     | România | F       | Mihai Dobrescu⁠(d)    |
|     | România | A       | Robert Ion           |